# Hagiotoponim
Hagiotoponim (z gr. hagios - święty, topos - miejsce, okolica i onymos - imię) – nazwa geograficzna pochodząca od imienia, nazwiska lub nazwy świętego, najczęściej spotykana w obecnych i byłych krajach katolickich. We Francji wiele miejscowości nosi nazwę związaną ze św. Marcinem z Tours - Saint-Martin lub złożoną, np. Saint-Martin-aux-Bois.
Przykłady hagiotoponimów: Rzeka Świętego Wawrzyńca, Góra Świętej Anny, San Francisco, São Paulo, San Giovanni Rotondo

## Literatura
- Emmanuel Le Roy Ladurie and A. Zysberg, "Géographie des hagiotoponymes en France", Annales E.S.C. (1983)